# ボクシングジム
ボクシングジム（boxing gym）とは、ボクシング専門のトレーニングジム。

## 概略

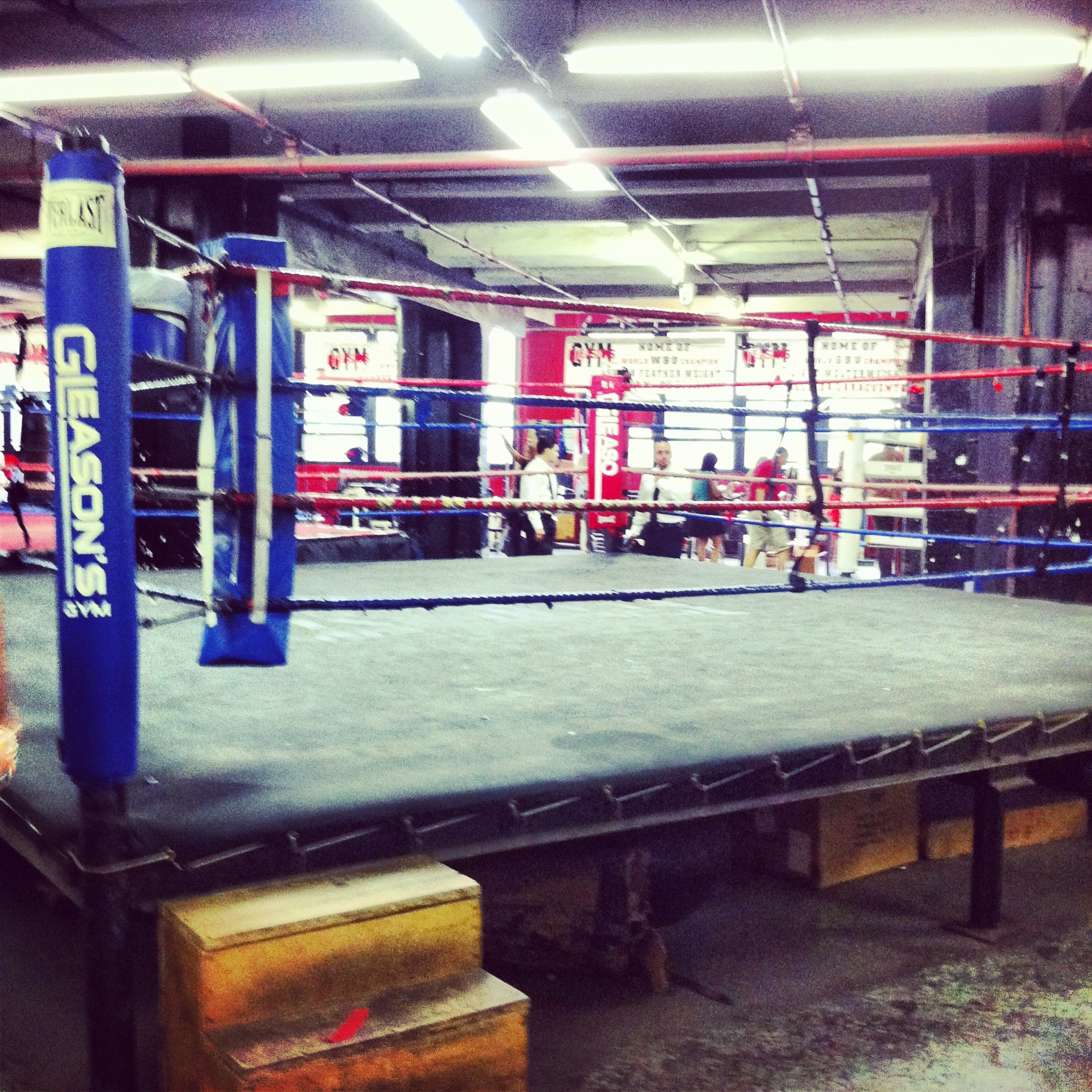
ニューヨークにあるグリーソンズ・ジムの内部

一般的なトレーニングジムと異なり、サンドバッグなどのボクシングの練習に必要な機器やリングなどが設置してある。ジムごとに指導に当たるトレーナーが所属している場合がある。
日本の場合は相撲部屋を参考にした「クラブ制度」と呼ばれる独自のシステムが敷かれている。これはジムが選手（あるいはそれを目指す練習生）を直接所属として抱えるという仕組みである。プロの場合は日本ボクシングコミッション（JBC）が発行するクラブオーナーライセンスを取得した者がクラブの長（大半のジムでは肩書きは「会長」となるが、稀に「代表」と呼ばれる場合もある）としてジムの管理運営に当たっている。プロモーターは、興業力を持つクラブオーナーが兼任したり、プロモーターライセンスを持つジム運営母体のスタッフが務めたりする場合が多いが、プロモーター不在の零細ジムも存在する。なお、プロモーターについてはジム所属である必要はない。最近では「パブリックジム」と呼ばれるオーナーライセンス保持者が運営していても選手と所属契約を結ばないジムも現れている。またクラブオーナーとは別にジムオーナー（実質的な代表者。ライセンスはなし）がいるジムもある（ディアマンテジムの野上真司やM.Tジムの高城正宏など。現役選手ではTMK GYMの亀田和毅も該当し、YuKOジム所属時代の黒木優子もこれに該当していた）。各ジムにはマネージャーも所属しており、ボクサーは所属ジムのマネージャーと契約を結び、各プロモーターの下で興行に出場する。日本の影響を受けてプロボクシングを成立させた韓国も同様のシステムとなっている。
欧米などのボクシング先進国では「マネージャー制度」と呼ばれる制度が一般的である。この制度下においてマネージャーやプロモーターはそれぞれがジムとは独立しており、ジムは単なる練習場としての機能を持つのみである。そのため一部で自宅をジムに改修する選手も存在する。選手は自らジムを確保した上でさらにマネージャーと契約を結び、各プロモーターの試合に出場する事になる。この時、選手のファイトマネーから一定の割合を報酬として得るマネージャーは、プロモーターの搾取からボクサーの立場を守る役割を担う事になる。「クラブ制度」においてもマネージャーの役割は同様だが、「クラブ制度」において、形式的にはマネージャーとプロモーターは分離していても、実質的には未分離であるといえ、一部で問題となる事がある。
タイではムエタイジムがボクシング部門として設置するのが一般的で、選手はジムとプロモーターを別々に契約する場合がある。また、ジム名（あるいはスポンサー名）がリングネームに付けられることも多い。

## 内容
通常はプロあるいはアマチュアのボクサーを育成するために設置されるが、近年は健康志向の高まりを受け、フィットネス目的のコースを開講しているジムも増加しつつある。ジムで練習をするには入会金（無料キャンペーンを実施するジムもあり）及び月会費（JPBA加盟ジムにおける一般男性は12,000円前後が相場。その他はジム及びコースによって変わる）を払って会員になる必要がある。ただし、非会員向けに体験レッスンを開いているジムも存在する。

### プロ
トレーナーライセンス保持者が所属し、プロテスト合格を目指す練習生とボクサーライセンス給付を受けた選手がそのトレーナー指導の下で練習を積んでいる。日本の場合、ジムごとにマネージャーライセンス保持者もおり、選手活動のサポートに当たっている。2008年にJBCが女子ボクシングを解禁してからは女性会員を受け付けるジムも増加しており、中にはプロコースを女性に限定しているジムも存在する。

### アマチュア
オリンピック選手を始めとするアマチュア選手の育成を目的とする。なお、日本の主要大会では、プロ側への配慮もあってかジムではなく企業あるいは学校が所属扱いとなる。中には学校の部活動が練習拠点として活用するケースもある。こちらも2002年にJABFが女子を解禁したのに伴い、同様に女性会員を受け付けるジムが増加している。

### フィットネス
健康維持を目指す者を対象とする。シャドーボクシングやミット打ち、サンドバッグ打ちなどボクシングの動作を利用した運動で、ダイエットや体力強化などを図る。プロジムがコースを開講している場合、所属選手が練習の合間にインストラクターとして直接指導に当たることもある。ウィン三迫ボクシングジムの「ボクササイズ」や協栄ボクシングジムの「シェイプボクシング」などジムごとで名称がつく場合も有る。また、選手育成を行わないフィットネスボクシング専門ジムも増えつつある。

### 幼年
ボクシング界では「幼年」は中学生以下を指す。「ボクシング＝危険」のイメージが強く中学生以下には敬遠されがちだったが、21世紀に入りトップ選手育成の観点から安全性を重視しながら幼年より競技に触れさせるべく開講するジムも増加している。

### シニア
中高年の健康増進を目的として開講されているが、最近では「ザ・おやじファイト」を始めとするシニア向けスパーリング大会が行われていることもあり、それを目標としてジムに入会する者もいる。

## 諸問題
日本においてはプロライセンスを得るためのプロテストを受けるには日本プロボクシング協会（JPBA）所属のジムに所属しなければならず、アマチュアで競技活動を行うには日本ボクシング連盟（JABF）に加盟する企業・高校・大学又はジムに所属しなければならない。

### プロ
しかし3大都市圏以外ではJPBA所属のジムが少ないなどの理由で、JPBA非公認のジムがプロボクサー志望者を育てテストや試合の時だけ、いわゆる名義貸しで参加するものもある。またJPBAに所属するには、1000万円もの高額な加盟料が必要なこと（※ただし、元日本王者は500万、元東洋太平洋王者は400万、元世界王者は300万。この制度は1996年6月から施行）も、それを助長しているとの指摘もある（現・川崎新田ボクシングジム会長新田渉世も指摘者のひとり）。2004年から西日本ボクシング協会では、名義貸しに対する罰則規定を設け、それを実施したジムに対して罰金100万円とジム活動1年間停止、選手に対しても1年間出場停止を命じることを決めた。しかし、これは西日本協会のいわゆるローカルルールであり、東日本協会など他の地域協会は追随することなく、西日本協会でさえうやむやにされているのが（ただし井岡ボクシングジムと六島ボクシングジムは、この件で2つに分けられた。）、現状である。
さらにJPBAは、ジム会長の継承を事実上世襲しか認めておらず（妻や子供・婿養子など一親等のみ）、世襲以外でジムを別の人物が継承する場合、新たに加盟料が再度必要となる。
ただし、世襲以外でジムを継承する人物が、該当ジム所属で取得したJBCライセンスを10年以上保持している場合は、名義変更料として100万円をJPBAに納めるのみで継承が可能である。
また、現在あるジムが閉鎖する場合、後を継ぐ形で新ジムを登録する名義売買も各地方協会の許可があれば上記とほぼ同様の条件で認められるが、他に、JBCのライセンスを10年以上の保持者している人物でなければそのジムオーナーになれず、また、協会所属のジムオーナー1人以上の推薦人も必要、という条件がある。
この推薦人については、新規ジムが協会加盟金を支払って加盟する場合も同様に必要である。そのため、実際に資金を出した設立者はオーナーの立場になることが多いが、JBCライセンスを10年以上保持しているジムスタッフがいれば、例外的に各協会の特別許可でオーナーとして認められることもある。
諸事情により所属ジムが活動停止あるいは廃業となった場合、新たな所属ジムが見つかるまでの救済措置として地域協会預かりの下で活動継続できるが、練習拠点が必要となるため当該地域協会加盟ジムに入ることになる。

### アマチュア
近年、アマチュア向けのジムが増加する一方で、学校及び企業のボクシング部は減少する傾向にある。特に全国高等学校体育連盟ボクシング専門部の場合、ボクシング部のない高校に在籍する生徒に限り部活ではないジムで練習していてもそのジムがJABFに所属していれば在籍高校からの個人参加扱いでインターハイなどに出場することも可能であるが、所属する都道府県高体連にボクシング部有する高校がなければ参加資格が得られない。例えば山口県の場合、2008年に佐波高校にボクシング部が創設されるまで長らく空白区であったため、広島などへ越境入学するか、全日本選手権など一般の大会にエントリーしなければならなかった。